# Rauhocereus riosaniensis
Rauhocereus riosaniensis Backeb. es una especie de cactus del género Rauhocereus, familia Cactaceae. Tiene floerss nocturnas; es nativo del norte del Perú (río Santa, río Zaña, Chamaya y Jaén).

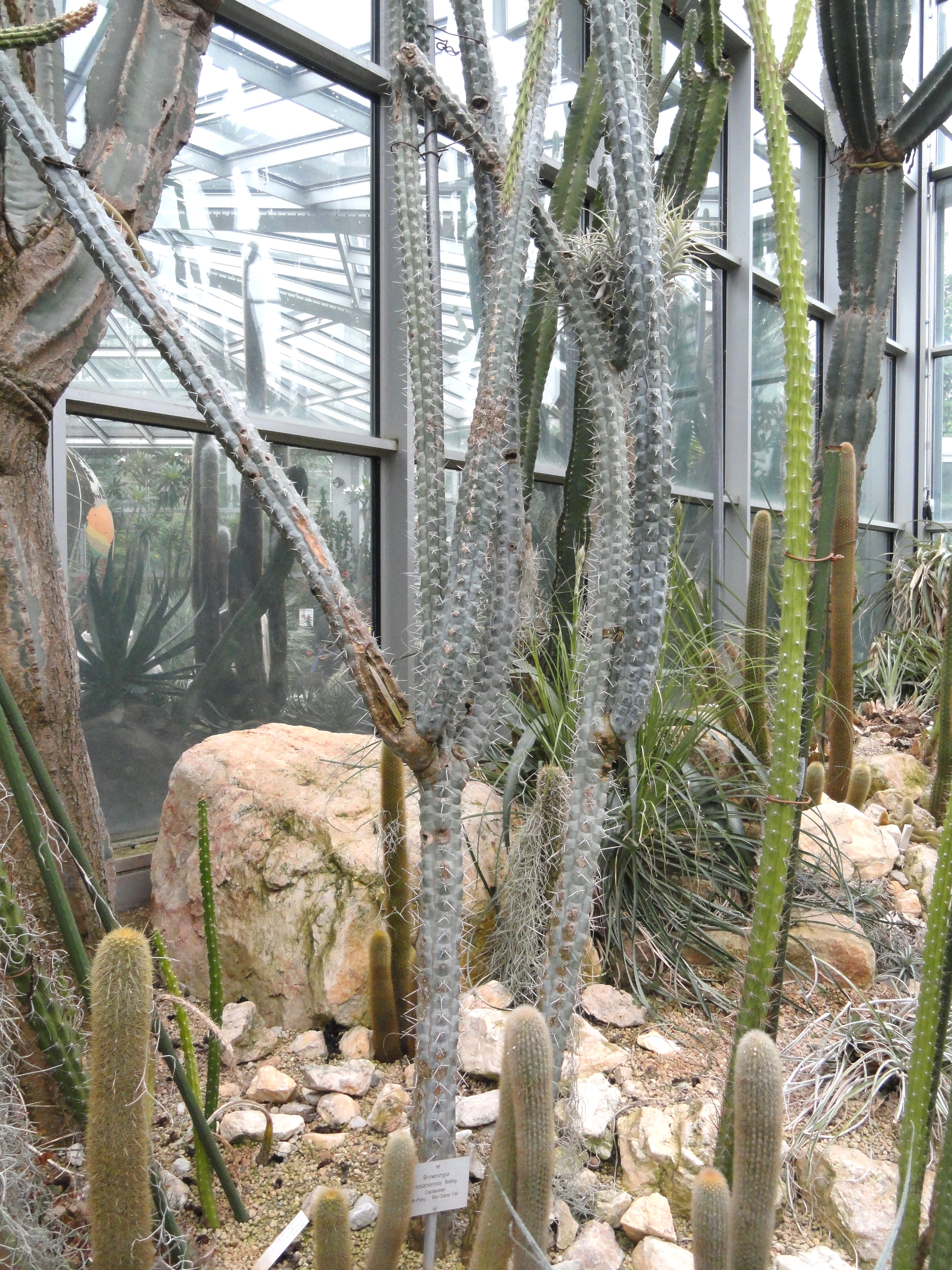
Vista de la planta

## Descripción
Rauhocereus riosaniensis tiene una forma arbustiva, usualmente con la parte inferior ramificada, a  menudo forma matorrales de hasta 4 metros de altura. Los tallos columnares son verticales, de color verde azulado y un diámetro de 8 a 15 centímetros. Las 5 a 6 costillas con muchas verrugas. Con 2 a 8 areolas  fuertes, lanudas, con largas espinas de 5 centímetros. Los más bajos son inicialmente de color rojizo, la parte superior de color amarillento. Más tarde, todos son de color blanco grisáceo. Las flores son acampanadas y aparecen cerca de la punta de crecimiento. Se abren por la noche, y miden de 8 a 10 centímetros de largo y un diámetro de hasta 5 centímetros. La taza de la flor y el tubo de las flores están cubiertas de escamas pequeñas y cabello castaño. Los frutos son rojos, carnosos  con un resto de flores perennes en forma de huevo. Las semillas en forma de huevo, son negras, pequeñas y brillantes.

## Taxonomía
Rauhocereus riosaniensis fue descrito por Curt Backeberg y publicado en Sitzungsberichte der Heidelberger Akademie der Wissenschaften, Mathematische-Naturwissenschaftliche Klasse 367. 1958.
Variedad
- Rauhocereus riosaniensis var. jaenensis = Rauhocereus jaenensis

Sinonimia
- Browningia riosaniensis (Backeb.) G.D.Rowley[4]